# ブランダーバス

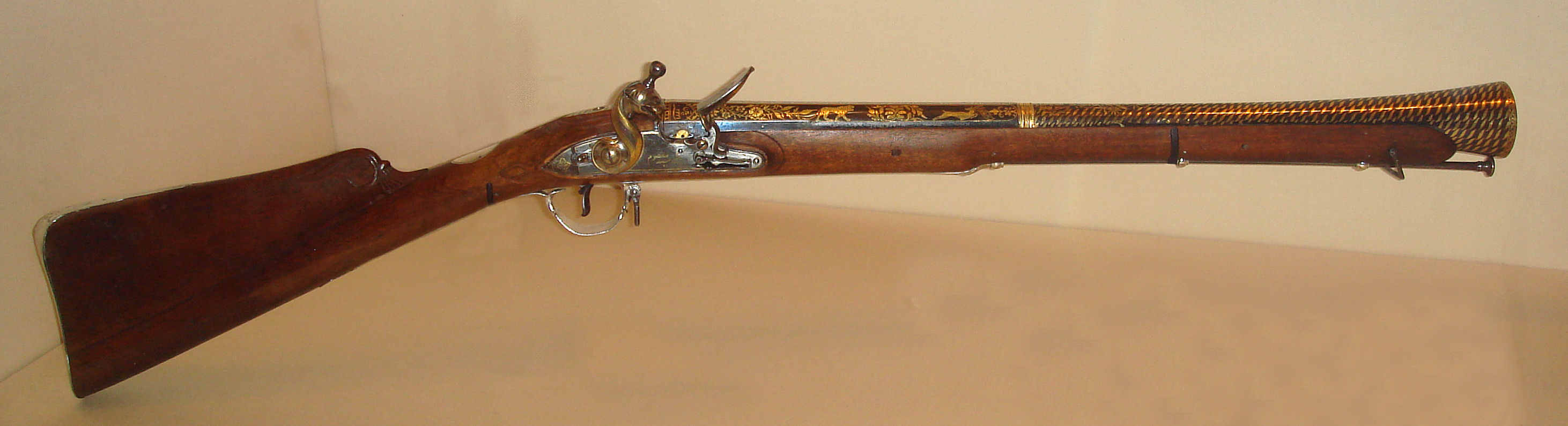
ティプー・スルターンのフリントロック式ブランダーバス

ブランダーバス（英語: blunderbuss）は小火器の一種で、銃身が短く口径が大きく、砲口が広がるような形状をしたもの。散弾などを発射するのに用いられ、近代以降の散弾銃の機能的な前身とされている。射程は短く、遠い標的に対する正確性は劣悪だった。拳銃型の小さなものはドラゴン(dragon)と呼ばれ、これを用いる騎兵であるドラグーンすなわち竜騎兵の語源となった。砲口が広がった形状から日本語ではラッパ銃とも呼称される。

## 語源

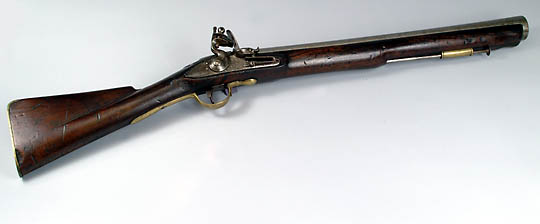
イングランドのフリントロック式ブランダーバス

ブランダーバスという名は、オランダ語のdonderbus,を起源とする。これは雷（donder）とパイプ（bus 中世オランダ語: busse, 箱、管の意。後期ラテン語: buxis, 箱の意、古代ギリシア語: pyxís (πυξίς), ツゲの木で作った箱の意）を合わせた造語である。
donderがblunderに変化した経緯は若干複雑である。blunderとはもともと「混乱させる」という他動詞であり、大きな雷鳴とブランダーバスの爆音から連想されて用いられるようになった。短銃型のドラゴンという名は、初期のものにドラゴンの彫刻が施されていたことに由来する。砲口が火を噴く（マズルフラッシュ）様が、火を噴くドラゴンを連想させたのである。

## 構造

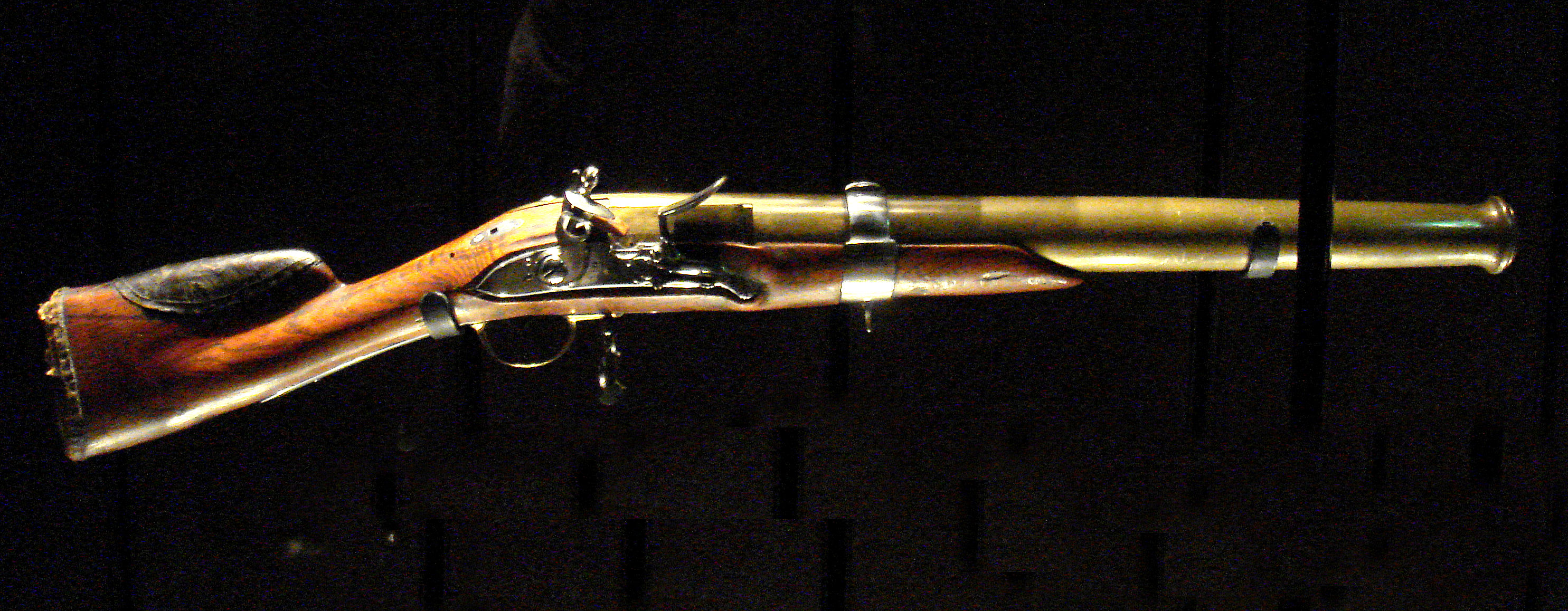
1760年に制作されたフランスのブランダーバス。espingoleと呼ばれている。

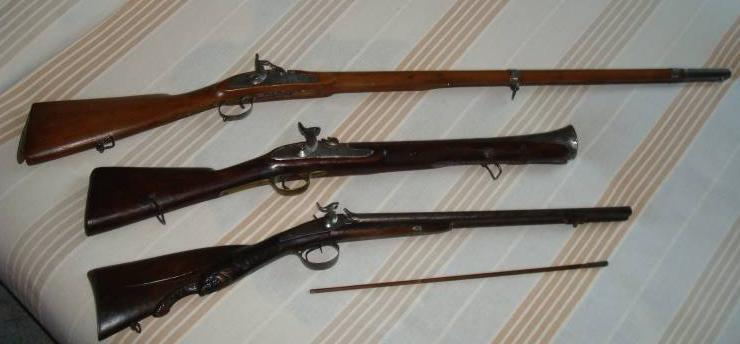
南北戦争で用いられた小火器。上からマスケット―ン、ブランダーバス、コーチ・ガン。

銃身が銃口付近で広がっていることがブランダーバスの定義で、これが大口径カービンとの差である。一方、マスケットーンとの区別は曖昧である。マスケットーンと呼ばれるもののなかには銃口が広がっているものもある。広い銃口は散弾を広範囲に散らばらせるだけでなく、火薬を流し込みやすいので馬上での装填が容易になるという利点もあった。現代に行われた検証実験によると、通常の直線銃身では10ヤードの距離で21インチほど散弾が散開するのに対し、ブランダーバスなら38インチまで散開し、広がった銃口の効果が裏付けられた。 
一般的なマスケット銃の銃身が3フィート (91 cm)以上であったのに対し、ブランダーバスは2フィート (61 cm)以下と短く作られていた。17世紀中盤の文献によると、ホイールロック式ドラゴンは約11インチ (28 cm)、ブランダーバスは約16インチ (41 cm)という分類がされていた。
ブランダーバスは初期の散弾銃であったといえる。銃身は鉄もしくは黄銅でつくられていた。古い文献には、鉄片や石、木片をブランダーバスに詰めて銃身を破損するという話がたびたび登場する。一般には、口径よりも小さい鉛弾を一度に複数装填して発射した。

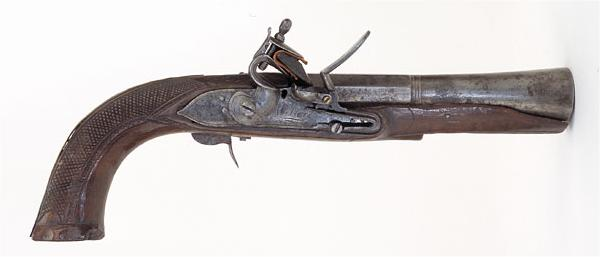
メキシコ・ベラクルス州のセルロ・ゴードの戦いの古戦場で発見されたドラゴン

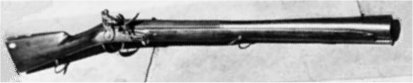
ルイス・クラーク探検隊が用いた1808年型ハーパーズ・フェリー・ブランダーバス

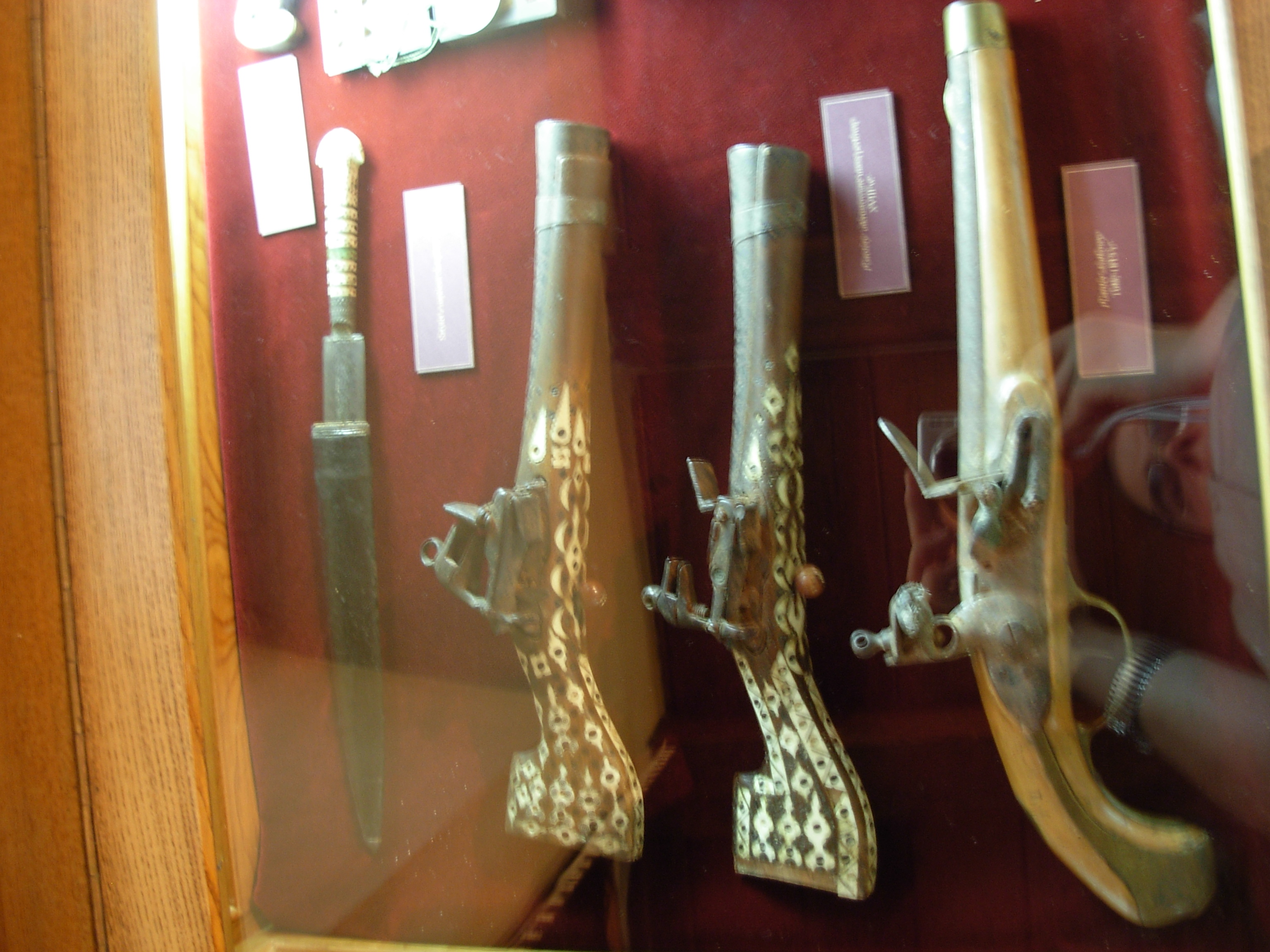
ポーランドで使用された初期のミケレットロック式ブランダーバス拳銃のペア

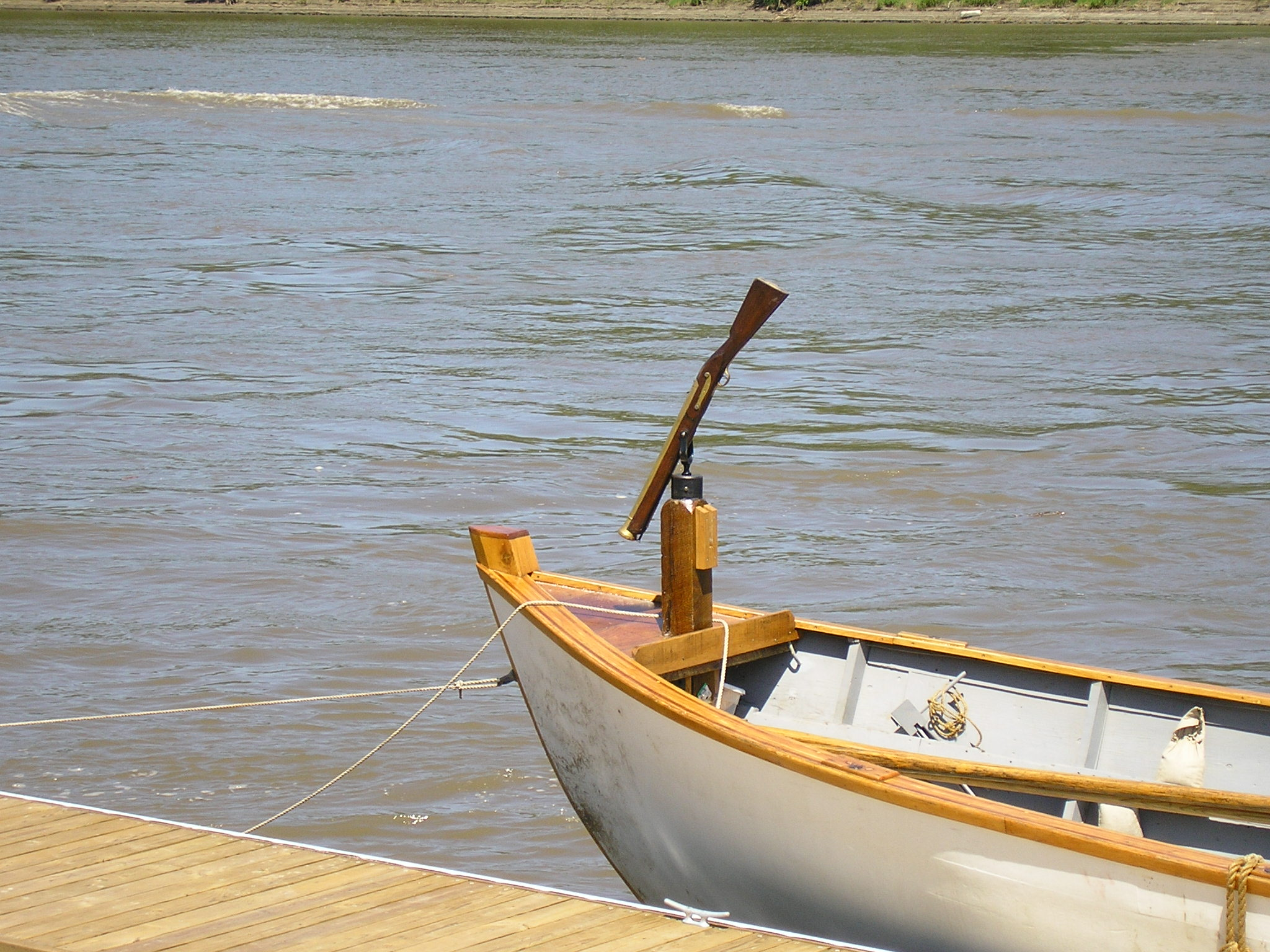
ピローグ船に搭載されたブランダーバス

ブランダーバス、その中でも特に小型のドラゴンは、軽く取り回しの良い火器を求める騎兵のために主に製造された。ドラゴンを持つ騎兵が一般化した結果、銃騎兵に対するドラグーンという呼び名が生まれた。騎兵以外でも、散弾を撃つのに適したブランダーバスは、囚人の警備や郵便馬車の護衛、さらには市街戦でも使われた。また甲板上で近距離戦が頻発する海軍や私掠船、海賊にも好まれた。17世紀のポルトガル海軍ではブランダーバスが広く用いられていた。基本的には伝統的な鉛弾が用いられたが、時には少量の砂利や砂を流し込んで発射することもあった。
イギリスでは、1788年から1816年にかけて、王立郵便が護衛用武器として14インチ (36 cm)の黄銅製銃身をもつフリントロック式ブランダーバスを使用していた。一般的な郵便馬車は、たった一人の従業員が、馬車を運転しつつ盗賊（ハイウェイマン）から身を守るために、ブランダーバスと2丁のピストルで武装していた。18世紀に御者のために制作されたコーチング・ブランダーバスは、銃身17インチ (43 cm)、口径2インチ (5.1 cm)で、ばねで射出可能な銃剣を備えていた。ばね式銃剣をもつブランダーバスは、1840年ごろのノッティンガム警察も用いていた。
1620年に北アメリカに到達したピルグリム・ファーザーズも、ブランダーバスを所持していたとされているが、アメリカ植民地ではブランダーバスはあまり使われなかった。1775年のレキシントンの戦いの後、マサチューセッツのボストンを占領したイギリス軍の将軍トマス・ゲイジが市評議会と交渉してすべての武器を放棄させた際の記録によると、長銃身の銃が1,778丁、ピストル634丁、銃剣273本が集まったのに対し、ブランダーバスは38丁しかなかった。ただ市民の間ではわずかながらブランダーバスが使用されており、例えばルイス・クラーク探検隊は数丁のブランダーバスを持参し、ピローグ船に取り付けて小さな旋回砲のように使った。
19世紀半ばまでに、騎兵銃としての立場はカービンにとってかわられた。それでも、一部の市民は自衛用にブランダーバスを使い続けた。